# Erl (Markt Indersdorf)
Erl ist ein Ortsteil des Marktes Markt Indersdorf, der circa 39 Kilometer nordwestlich von München im oberbayerischen Landkreis Dachau liegt.

## Geschichte
Die Einöde Erl (Kurzform zu Erhard), Hofgröße 1760: 1/8 Hof, wurde um 1670 urkundlich erwähnt und gehörte seither zur Pfarrei Weichs. Grundherr war 1760 das Kastenamt Kranzberg. Die Gerichtsbarkeit lag 1760 beim Amt Indersdorf. Bis 1828 war Erl dem Weiler Lueg angegliedert, danach der Gemeinde Ainhofen. Seit dem 1. Januar 1972 gehört Erl dem Markt Indersdorf an.

## Besitzerfolge
Besitzer dieses Anwesens: um 1670 Ulrich Kling, um 1705 Erhard Höflmayr aus Fränking, um 1733 Philipp Höflmayr, um 1767 Josef Franz aus Pipinsried, um 1790 Lorenz Langenecker aus Pipinsried, um 1817 Josef Langenecker, um 1860 Josef Langenecker, 1896 Josef Wagner, 1929 Jakob Asam, 1950 Viktoria Asam, 1963 Georg Riedl, 1999 Georg Riedl.